# Coenotephria propagata
Coenotephria propagata là một loài bướm đêm trong họ Geometridae.